# ناحیه هرنای
ناحیه هرنای (به انگلیسی: Harnai District) یکی از ناحیه‌های ایالتی پاکستان در شمال شرقی است که در بلوچستان پاکستان واقع شده‌استکه این ناحیه توسط پشتون ها کنترل میشود. ناحیه هرنای ۹۷٬۰۱۷ نفر جمعیت دارد.